# Munidopsis
Munidopsis är ett släkte av kräftdjur som beskrevs av Whiteaves 1874. Munidopsis ingår i familjen trollhumrar.

## Bildgalleri

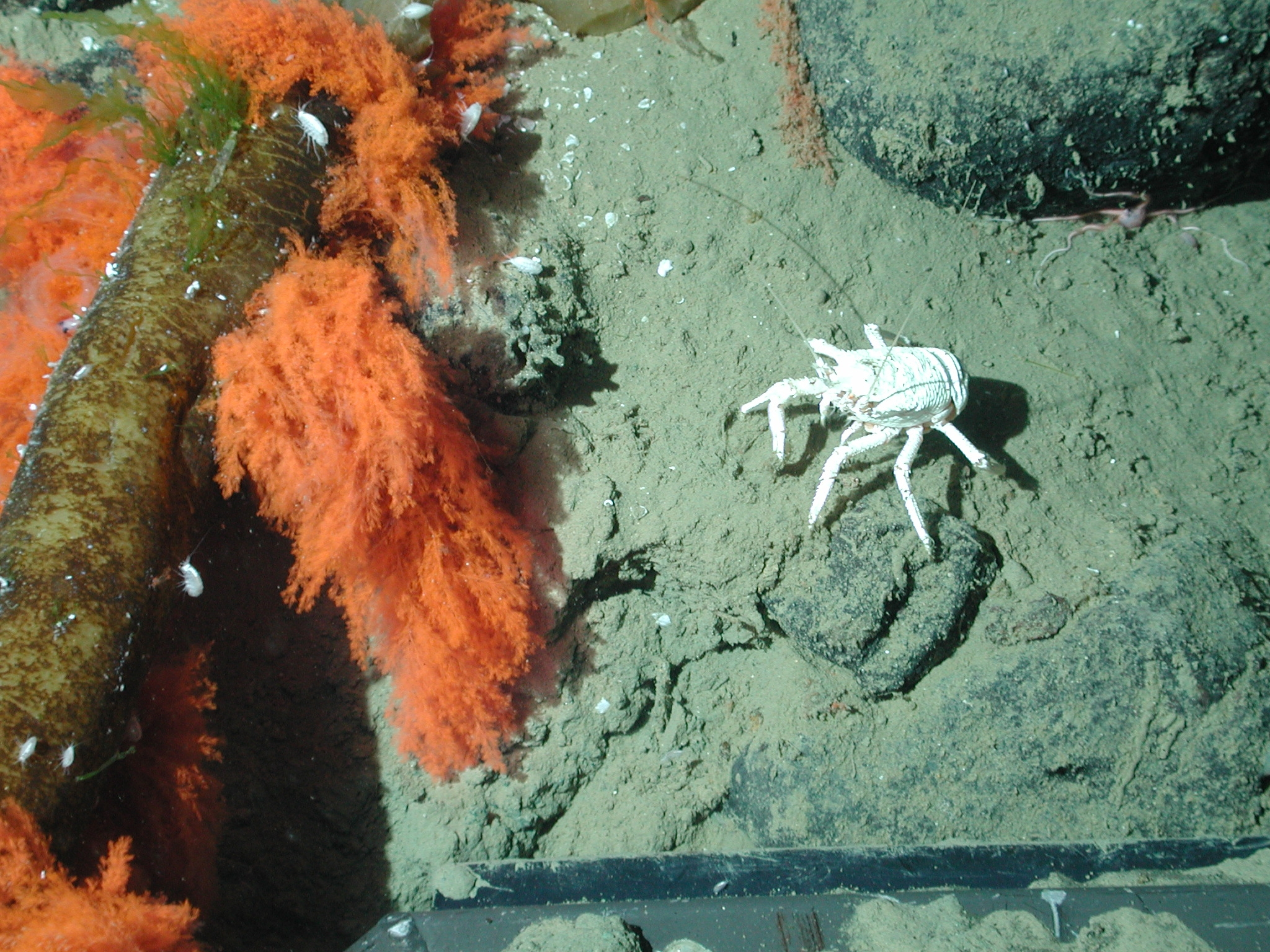
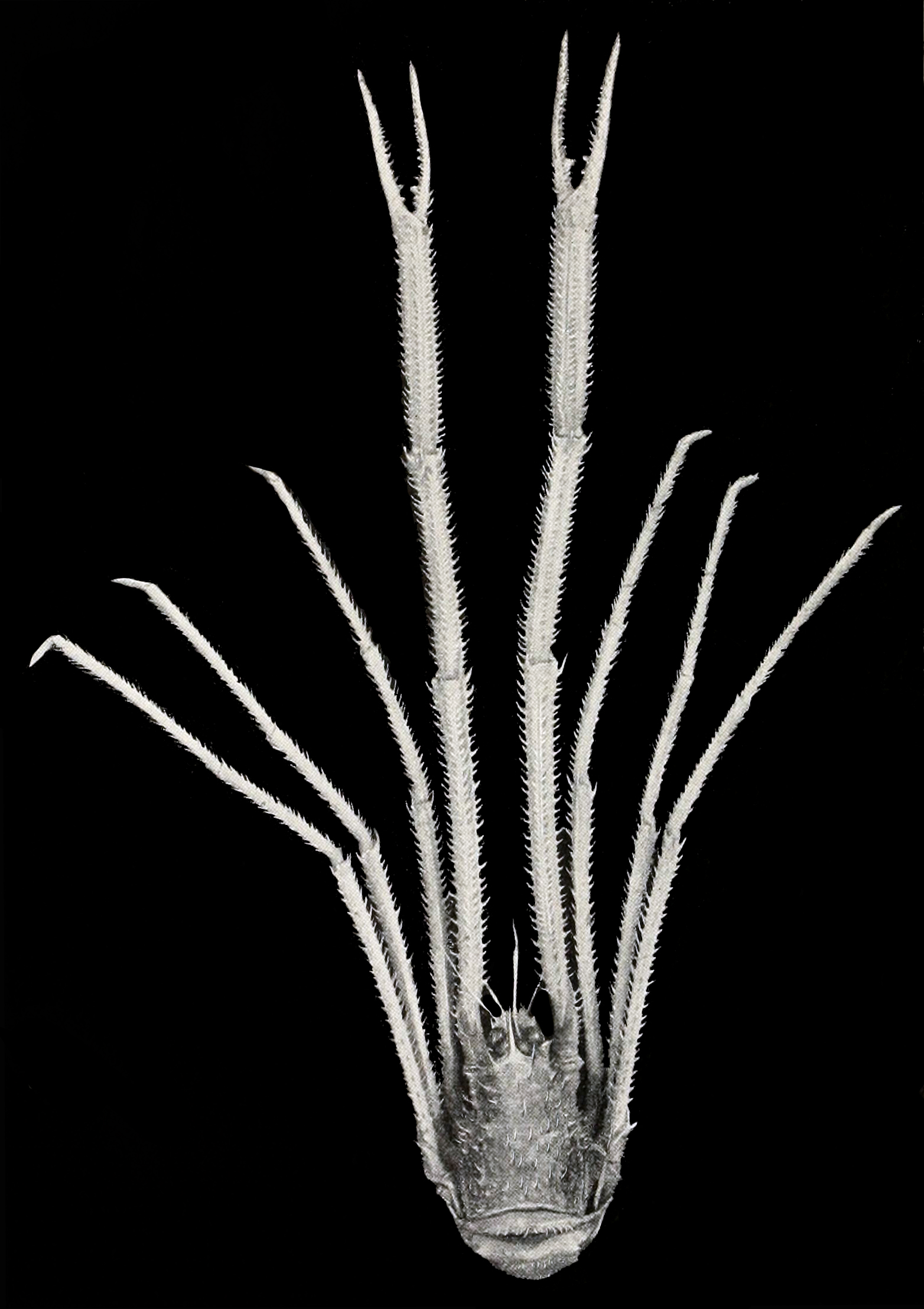

## Dottertaxa tillMunidopsis, i alfabetisk ordning[1][2]
- Munidopsis abbreviata
- Munidopsis abdominalis
- Munidopsis acuminata
- Munidopsis alaminos
- Munidopsis albatrossae
- Munidopsis alvisca
- Munidopsis aries
- Munidopsis armata
- Munidopsis aspera
- Munidopsis bairdii
- Munidopsis barbarae
- Munidopsis beringana
- Munidopsis bermudezi
- Munidopsis cascadia
- Munidopsis ciliata
- Munidopsis crassa
- Munidopsis cubensis
- Munidopsis curvirostra
- Munidopsis depressa
- Munidopsis diomedeae
- Munidopsis erinacea
- Munidopsis erinaceus
- Munidopsis expansa
- Munidopsis gilli
- Munidopsis glabra
- Munidopsis granosicorium
- Munidopsis gulfensis
- Munidopsis hystrix
- Munidopsis kucki
- Munidopsis latifrons
- Munidopsis latirostris
- Munidopsis lignaria
- Munidopsis livida
- Munidopsis longimanus
- Munidopsis pallida
- Munidopsis palmata
- Munidopsis penescabra
- Munidopsis platirostris
- Munidopsis polita
- Munidopsis polymorpha
- Munidopsis quadrata
- Munidopsis robusta
- Munidopsis rostrata
- Munidopsis scabra
- Munidopsis serratifrons
- Munidopsis serricornis
- Munidopsis sigsbei
- Munidopsis similis
- Munidopsis simplex
- Munidopsis spinifera
- Munidopsis spinoculata
- Munidopsis spinosa
- Munidopsis squamosa
- Munidopsis transtridens
- Munidopsis tuftsi
- Munidopsis tujisi
- Munidopsis verrilli
- Munidopsis verrucosa
- Munidopsis yaguinensis
- Munidopsis yaquinensis